# Вустерский политехнический институт
Вустерский политехнический институт (англ. Worcester Polytechnic Institute, сокр. WPU) — американский частный исследовательский институт, расположенный в городе Вустер, штат Массачусетс.
Основанный в 1865 году в Вустере, Вустерский политехнический институт был одним из первых инженерно-технических университетов США, и в настоящее время имеет 14 академических факультетов с более чем 50 программами бакалавриата и магистратуры в области естественных наук, инженерии, технологии, менеджмента, социальных наук, гуманитарных наук. Преподавательский состав вуза работает со студентами в ряде областей исследований, включая биотехнологию, топливные элементы, информационную безопасность, поверхностную метрологию, обработку материалов и нанотехнологии.

## История
Институт был основан производителем жестяной посуды Джоном Бойнтоном и владельцем крупнейшего проволочного завода Икабодом Уошберном. Независимо друг от друга оба они советовались с пастором Сетом Свитсером (Seth Sweetser), чтобы узнать, как реализовать свои видения по создаваемому учебному заведению.
Свитсер составил и разослал значительным людям в округе Вустер письмо, в котором выразил желание Бойнтона и Уошберна. В нём говорилось о предложении основать бесплатную школу промышленных наук в Вустере и созыве собрания. После встречи заинтересованных лиц в газете Worcester Palladium появилось объявление, в котором сообщалось, что «джентльмен, который пока не раскрывает своего имени, предлагает фонд в размере 100 000 долларов для учреждения научной школы в Вустере при условии, что граждане города предоставят для этого необходимые земли и постройки». Дальнейшее финансирование и земельные гранты для создаваемого учебного заведения были предоставлены Стивеном Солсбери II (Stephen Salisbury II), влиятельным торговцем, ставшим первым председателем совета директоров института.
В ответ на этот анонимный призыв многие жители Вустера, включая простых рабочих городских фабрик и механических мастерских, внесли свой вклад в строительство первого здания института. 10 мая 1865 года, после одобрения Палатой представителей и Сенатом, Вустерский политехнический институт был официально зарегистрирован В первые годы существования института им руководил президент, профессор химии Чарльз Томпсон.. Первые выпускники стали инженерами, а также предпринимателями и банкирами. Учебное заведение постоянно расширяло свой кампус и учебные программы. Во время Второй мировой войны Вустерский институт предлагал курсы оборонной инженерии и был выбран в качестве одного из учебных заведений обучения по программе V-12.
Долгое время в институте не было единой библиотечной системы, благоустроенных зданий и, соответственно, национального признания. Всё изменилось под руководством президента Гарри Сторке (Harry P. Storke, 1962—1969 годы), который привнёс в Вустерский институт значительные изменения, что впоследствии стало называться как WPI Plan. Согласно этому плану была создана библиотека имени Джорджа Гордона (George C. Gordon Library), построены новые общежития, аудитории и современный химический корпус. А в феврале 1968 года в Вустерский политехнический институт впервые разрешил приём женщин. В 2016 году Национальная инженерная академия США присудила институту престижную премию Gordon Prize за инновации в области инженерии и технологий, признав новаторский подход института к инженерному образованию.

## Некоторые президенты

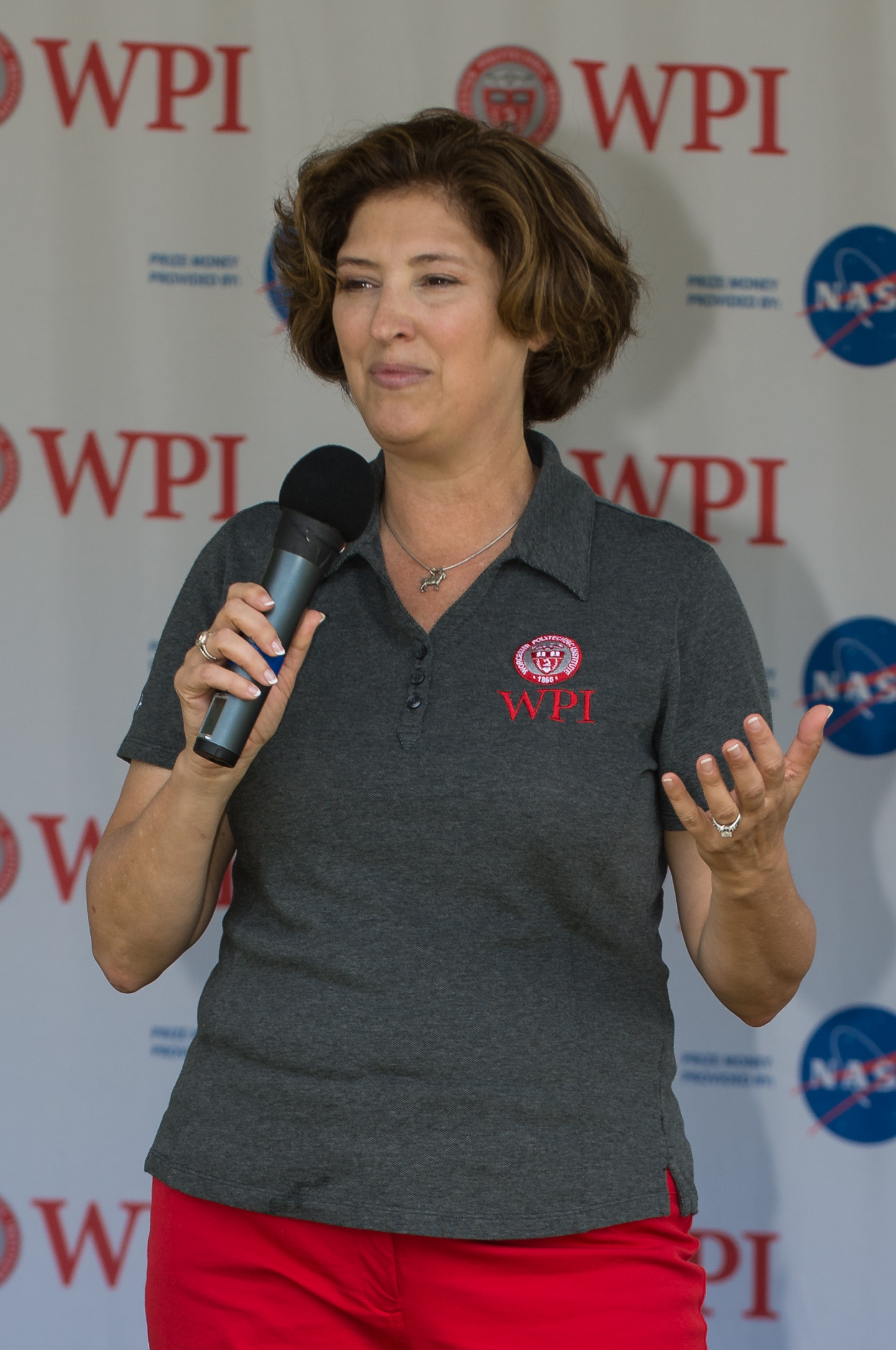
Лори Лешин

- 1865—1868 − Stephen Salisbury II
- 1868—1882 − Charles O. Thompson
- 1883—1894 − Homer T. Fuller
- 1894—1901 − Томас Менденхолл[англ.]
- 1901—1911 − Edmund A. Engler
- 1913—1925 − Ira N. Hollis
- 1925—1939 − Ральф Эрл[англ.]
- 1939—1952 − Уот Клувериус[англ.]
- 1953—1954 − Alvin E. Cormeny
- 1955—1962 − Артур Бронуэлл[англ.]
- 1962—1969 − Harry P. Storke
- 1969—1978 − George W. Hazzard
- 1978—1985 − Эдмунд Кранч[англ.]
- 1985—1994 − Джон Штраус[англ.]
- 1995—2004 − Edward Alton Parrish
- 2004—2013 − Деннис Берки[англ.]
- с 2014 − Лори Лешин[англ.]